# Федюра, Олег Викторович
Оле́г Ви́кторович Федю́ра (8 мая 1971, Биробиджан, ЕАО, РСФСР, СССР — 2 сентября 2016, Уборка, Чугуевский район, Приморский край, Российская Федерация) — российский военный и государственный деятель, начальник Главного управления МЧС России по Приморскому краю с 5 ноября 2015 года по 2 сентября 2016 года. Погиб при исполнении служебных обязанностей во время ликвидации последствий наводнения в одном из сёл Приморского края. Посмертно награждён орденом Мужества «за исполнение профессионального долга в экстремальных условиях».

## Биография
Родился в городе Биробиджане Еврейской автономной области.

### Военная карьера
В 1992 году окончил Благовещенское высшее танковое командное училище. По распределению был зачислен в 79-ю мотострелковую дивизию 51-й общевойсковой армии Дальневосточного военного округа на должность командира танкового взвода. В августе 1993 года занял должность заместителя начальника штаба 931 отдельного батальона связи по мобилизационной работе, а через год стал командиром танковой роты 2-го гвардейского танкового полка 21-й гвардейской мотострелковой дивизии 35-й ОА ДВО. В 1996 году он был переведён в 143-й гвардейский мотострелковый полк той же дивизии, в котором до 1997 года занимал посты начальника штаба и заместителя командира танкового батальона.

### Карьера в МЧС
В 1998 году  уволился из вооружённых сил и поступил на работу в МЧС России. Он был назначен на пост старшего офицера управления по делам гражданской обороны и чрезвычайным ситуациям (ГО и ЧС) города Благовещенска Амурской области. В 1999 году поступил в Военно-инженерный университет, который успешно окончил в 2002 году. В том же году занял пост заместителя начальника управления по делам ГО и ЧС Благовещенска, а затем стал заместителем начальника отдела инженерно-технических мероприятий Главного управления по делам гражданской обороны и чрезвычайным ситуациям Амурской области. С 2003 по 2004 год находился на должностях заместителя начальника управления и начальника отдела подготовки формирований гражданской обороны и РСЧС Главного управления ГО и ЧС Амурской области.
С 2004 по 2008 годы работал на ответственных должностях в Южном региональном центре по делам гражданской обороны (Ростов-на-Дону). Прошёл путь от заместителя начальника отдела подготовки (и службы войск) управления подготовки до заместителя начальника управления — начальника отдела мероприятий по предупреждению террористической деятельности управления войск и сил гражданской обороны, организации по предупреждению террористической деятельности ЮРЦ.
В 2008 году занял пост первого заместителя начальника Главного управления МЧС России по Ставропольскому краю. В 2010 году он был назначен заместителем начальника Южного регионального центра МЧС России. На этой должности принял участие в ликвидации наводнения 2012 года в Крымске, а также в подготовке к зимним Олимпийским играм 2014 года в Сочи (Краснодарский край) — он отвечал за систему предупреждения и ликвидации чрезвычайных ситуаций и обеспечения пожарной безопасности в Южном федеральном округе.
С 4 сентября 2015 по 4 ноября 2015 года занимал должность заместителя начальника Главного управления МЧС России по Приморскому краю по государственной противопожарной службе.
5 ноября 2015 года указом Президента РФ он был назначен на должность начальника Главного управления МЧС России по Приморскому краю вместо Владимира Фокина, отправленного в отставку после наводнения в Уссурийске и последовавшей за ним критики в адрес работы министерства. Как глава регионального подразделения МЧС руководил обеспечением пожарной безопасности, оперативным реагированием на возможные чрезвычайные ситуации и происшествия техногенного и природного характера в ходе Восточного экономического форума на острове Русский, в котором с 2 по 3 сентября 2016 года приняли участие 3500 человек и 1100 представителей СМИ из 56 стран. Накануне форума Федюра отметил, что для обеспечения деятельности мероприятия все подотчётные ему силы и средства МЧС России будут нести дежурство в усиленном режиме.

### Гибель
В период с 29 по 31 августа 2016 года Приморье попало в зону тропического тайфуна «Лайонрок», вызвавшего сильные проливные дожди, которые подтопили более 2,5 тысяч домов в различных населённых пунктах региона. Олег Федюра лично ездил по всем наиболее пострадавшим от стихийного бедствия местам, организовывая первоочередные аварийно-спасательные работы, эвакуацию людей, оказание адресной помощи населению. 2 сентября 2016 года он направился с группой спасателей из посёлка Шумный в село Уборка, в котором проживает более тысячи человек и где в зону подтопления после прорыва дамбы попали около 400 домовладений. При пересечении вброд разлившейся реки Павловка в районе автодороги Осиновка — Рудная пристань служебная автомашина марки «КамАЗ», в которой находился сам Федюра и восемь спасателей Дальневосточного регионального поисково-спасательного отряда, перевернулась, после чего её течением снесло в сторону и понесло под мост. Начальник главка помог спастись всему находящемуся в ней личному составу службы, однако сам выбраться из машины не смог и утонул. Олегу Федюре было 45 лет.

#### Похороны
Водолазы смогли обнаружить и извлечь тело Федюры из затопленной машины, хотя из-за сильного течения реки эти работы оказались затруднены. Общественное прощание с Олегом Викторовичем состоялось 5 сентября в здании Приморской краевой филармонии во Владивостоке в присутствии губернатора Приморского края Владимира Миклушевского и жителей города, после чего прошло отпевание по православному обычаю. Тело было кремировано, а урна с прахом передана его родственникам.

#### Реакция
В связи с трагической гибелью Олега Федюры свои соболезнования его близким выразил президент РФ Владимир Путин, губернатор Приморского края Владимир Миклушевский, министр МЧС России Владимир Пучков, а также заместитель председателя Совета Федерации и заслуженный спасатель Российской Федерации Юрий Воробьев.
Параллельно в СМИ появилась информация о том, что из-за гибели О. В. Федюры глава МЧС РФ В. Пучков может лишиться своей должности, однако пресс-секретарь президента России Дмитрий Песков охарактеризовал эти сведения как «слухи и спекуляции».  Временно исполняющим обязанности начальника Главного управления МЧС России по Приморскому краю стал Валерий Дзуцев, бывший заместитель Федюры. Позже он был назначен указом президента Путина.

#### Расследование обстоятельств
По факту гибели О. В. Федюры следственным управлением Следственного комитета России по Приморскому краю было возбуждено дело по части 1 статьи 109 УК РФ «Причинение смерти по неосторожности». В ходе последовавшей проверки выяснилось, что 48-летний водитель служебной машины был нетрезв, на основании чего был составлен административный протокол по статье 12.8 части 1 УК «Управление транспортным средством в состоянии опьянения», согласно которому водитель был оштрафован, лишён водительских прав с дальнейшим решением об избрании ему меры пресечения. Власти Приморского края в лице первого вице-губернатора Василия Усольцева, отвергли все претензии депутатов Приморского Законодательного собрания о недостаточной подготовке к наводнению, явлению нередкому для этого края.

## Личная жизнь и семья
Отец Олега Федюры скончался от тяжёлой болезни за четыре года до гибели своего сына. Мать живёт в Благовещенске. У погибшего осталось трое детей — две дочери и сын (курсант Суворовского училища). После смерти Федюры в руководстве МЧС пообещали оказать всю возможную помощь его семье. Друзья Олега Викторовича отзывались о нём как о порядочном и исполнительном человеке, очень любившем свою семью и обожавшем езду на мотоциклах.

## Награды
20 сентября 2016 года указом президента РФ Олег Викторович Федюра был посмертно награждён Орденом Мужества с формулировкой «за мужество и отвагу, проявленные при исполнении служебного долга в экстремальных условиях».
Федюра удостоен медали ордена «За заслуги перед Отечеством» II степени, медалей «За содружество во имя спасения», «За отличие в ликвидации последствий чрезвычайной ситуации», «За безупречную службу», нагрудного знака МЧС России «За заслуги» и ряда других ведомственных наград.